# Constantin Rosetti-Balanescu
Constantin Rosetti-Balanescu, romunski general, * 1892, † 1994.